# 迪之
迪之（1921年11月17日—），原名谷绍华，又名谷纳，男，天津人，中国话剧导演、演员，曾任中国杂技艺术家协会副主席。